# Mario Choque
Mario Choque Gutiérrez (Oruro, Bolivia, 18 de julio de 1954) es un político y economista boliviano. Desempeñó el cargo de senador en la Asamblea Legislativa Plurinacional de Bolivia representando al Departamento de Oruro en la legislatura 2010-2015; durante el segundo gobierno del presidente Evo Morales Ayma.

## Biografía
Mario Choque nació en el Departamento de Oruro, Bolivia el 18 de julio de 1954. Es una político y economista minero. Durante los años 1977 y 2000, se desempeñó como empleado público Empresa Metalúrgica Vinto ENAF. También fue partícipe en 1987 del Proyecto De- Rehabilitación Empresa Metalúrgica Vinto (ENAF)
En 2010 fue elegido senador de Bolivia por el partido del Movimiento al Socialismo (M.A.S - I.P.S.P) representando al Departamento de Cochabamba en la Asamblea Legislativa Plurinacional de Bolivia.